# حسن أباد (خورخورة)
حسن أباد (بالفارسية: حسن‌آباد) هي قرية تقع في إيران في قسم خورخورة الريفي. يقدر عدد سكانها بـ 45 نسمة .